# Amphineurus subglaber
Amphineurus subglaber är en tvåvingeart som beskrevs av Edwards 1923. Amphineurus subglaber ingår i släktet Amphineurus och familjen småharkrankar. Inga underarter finns listade i Catalogue of Life.